# Präfektur Shimane
Die Präfektur Shimane (jap. 島根県, Shimane-ken) ist eine der Präfekturen Japans. Sie liegt in der Region Chūgoku auf der Insel Honshū. Sitz der Präfekturverwaltung ist Matsue.

## Geographie
Shimane ist neben der angrenzenden Präfektur Tottori eine der beiden ländlichsten und am dünnsten besiedelten Präfekturen Japans. Shimane erstreckt sich grob von Südwesten nach Nordosten und wird von der wirtschaftlich viel bedeutenderen Ostküste durch das Chūgoku-Gebirge getrennt. Die Präfektur liegt am Japanischen Meer und grenzt im Süden an die Präfektur Yamaguchi sowie im Osten an die Präfektur Hiroshima. Im Nordosten liegt die Präfektur Tottori. Die meisten der größeren Städte und Ortschaften der Präfektur befinden sich an der Küste des Japanischen Meeres, an der auch die Nord-Süd-verlaufende Hauptverkehrsachse der Präfektur verläuft.

Die Präfektur hat folgende Grenzpunkte:
- im Osten:133°23′13″ östlicher Länge – Okinoshima-chō
- im Westen:131°40′04″ östlicher Länge – Tsuwano-chō
- im Süden:34°18′09″ nördlicher Breite – Yoshika-chō
- im Norden:37°14′39″ nördlicher Breite – Okinoshima-chō

Auf dem Festland werden die östlichen und nördlichen Grenzpunkte von der Stadt Matsue wahrgenommen:
- 133°19′37″ östlicher Länge
- 35°36′21″ nördlicher Breite

Zum Territorium der Präfektur gehören auch die etwa 70 Kilometer vor der Küste im Japanischen Meer liegenden Oki-Inseln. Die ehemalige Provinz wechselte 1904 von der Präfektur Tottori nach Shimane.

## Politik
- KPJ (fraktionslos): 2
- Sonstige Fraktionslose: 1
- Kōmeitō (fraktionslos): 2
- Minshu kenmin club („Demokratischer Präfekturbürgerklub“; mit KDP, DVP): 5
- „LDP Next Shimane“: 11
- LDP: 15

Der seit 2019 amtierende Gouverneur von Shimane, Tatsuya Maruyama, wurde bei den einheitlichen Regionalwahlen im April 2023 mit breiter antikommunistischer Unterstützung (LDP, KDP, Kōmeitō, DVP) und 86,3 % der Stimmen gegen zwei Kandidaten für eine zweite Amtszeit wiedergewählt. Gleichzeitig verteidigte die LDP mit 21 Sitzen ihre absolute Mehrheit im 36-köpfigen Präfekturparlament, neun Sitze gingen an Kandidaten ohne Parteinominierung. Kōmeitō und KPJ gewannen jeweils zwei Sitze, KDP und DVP je einen.
Im nationalen Parlament ist Shimane durch zwei direkt gewählte Abgeordnete im Shūgiin vertreten, für das Sangiin bildet Shimane mit dem benachbarten Tottori einen gemeinsamen Wahlkreis. Die nach der Wahlrechtsreform der 1990er Jahre ursprünglich drei, heute zwei Shūgiin-Wahlkreise gingen auch bei der Wahl 2021 wie durchgehend seit 1996 an die LDP, namentlich an Hiroyuki Hosoda, seit 2021 Präsident der Kammer, und den vorherigen Präfekturparlamentsabgeordneten Yasuhiro Takami als Nachfolger des kurz vor der Wahl verstorbenen Wataru Takeshita. Nach dem Tod Hosodas 2023 gewann mit Akiko Kamei (KDP) die Mitte-links-Opposition erstmals einen Mehrheitswahlsitz in Shimane, den sie bei der allgemeinen Wahl 2024 verteidigen konnte. Im Sangiin verlor Shimane bei den Wahlen 2016 und 2019 seine eigenständige Vertretung und ist nun Teil des gemeinsamen Einmandatswahlkreises Tottori-Shimane. Allerdings nutzt die LDP das 2019 neu eingeführte tokutei-waku-System bei der Verhältniswahl, um den von der Wahlkreisvereinigung betroffenen LDP-Präfekturverbänden sichere Sitze bei der Verhältniswahl zu geben: 2019 erhielt Yasushi Miura aus Shimane den gesetzten LDP-Listenplatz 2 im Verhältniswahlwahlkreis, 2022 verteidigte Kazuhiko Aoki aus Shimane für die LDP den Wahlkreis Tottori-Shimane bei der Mehrheitswahl.

## Wirtschaft
Shimane gehört zu den finanzschwächsten Präfekturen des Landes und kann nur rund ein Viertel seines theoretisch errechneten Finanzbedarfs aus eigenen Einnahmen decken. Der Dienstleistungssektor, und hier vor allem der Einzelhandel, leistet den größten Beitrag zur Wirtschaft der Präfektur. Dank des relativ günstigen Bodens und des leichten Zugangs zu Wasserressourcen ist die verarbeitende Industrie von elektronischen Komponenten und IT-Produkten in der Präfektur gut eingeführt. In letzter Zeit hat die Präfektur verschiedene Maßnahmen zur Unterstützung der IT-Industrie ergriffen. Im Nordosten der Präfektur befindet sich das Kernkraftwerk Shimane. Block 2 des Kraftwerkes ging am 7. Dezember 2024 wieder ans Netz, nachdem der Reaktor im Januar 2012 abgeschaltet worden war.

## Tourismus
Touristischer Hauptanziehungspunkt in Shimane ist der in der Nähe der Stadt Izumo liegende Schrein Izumo-Taisha, einer der ältesten Shintō-Schreine Japans. Auf dem Gebiet der Präfektur befinden sich auch einige Skigebiete, die im Winter Anziehungspunkt für Skifahrer und Snowboarder aus dem nahen Hiroshima sind.

Sehenswürdigkeiten
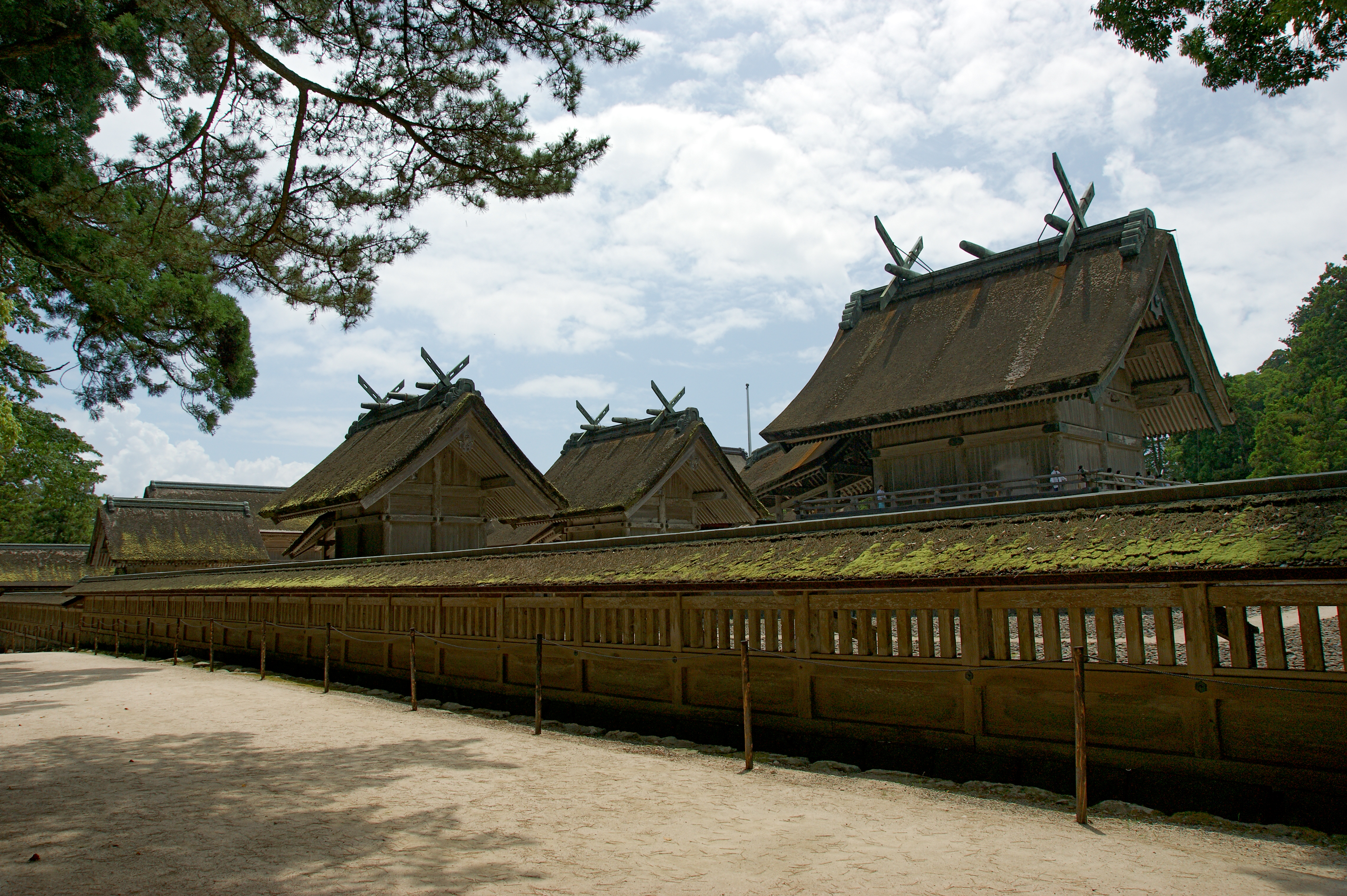
Izumo-Schrein
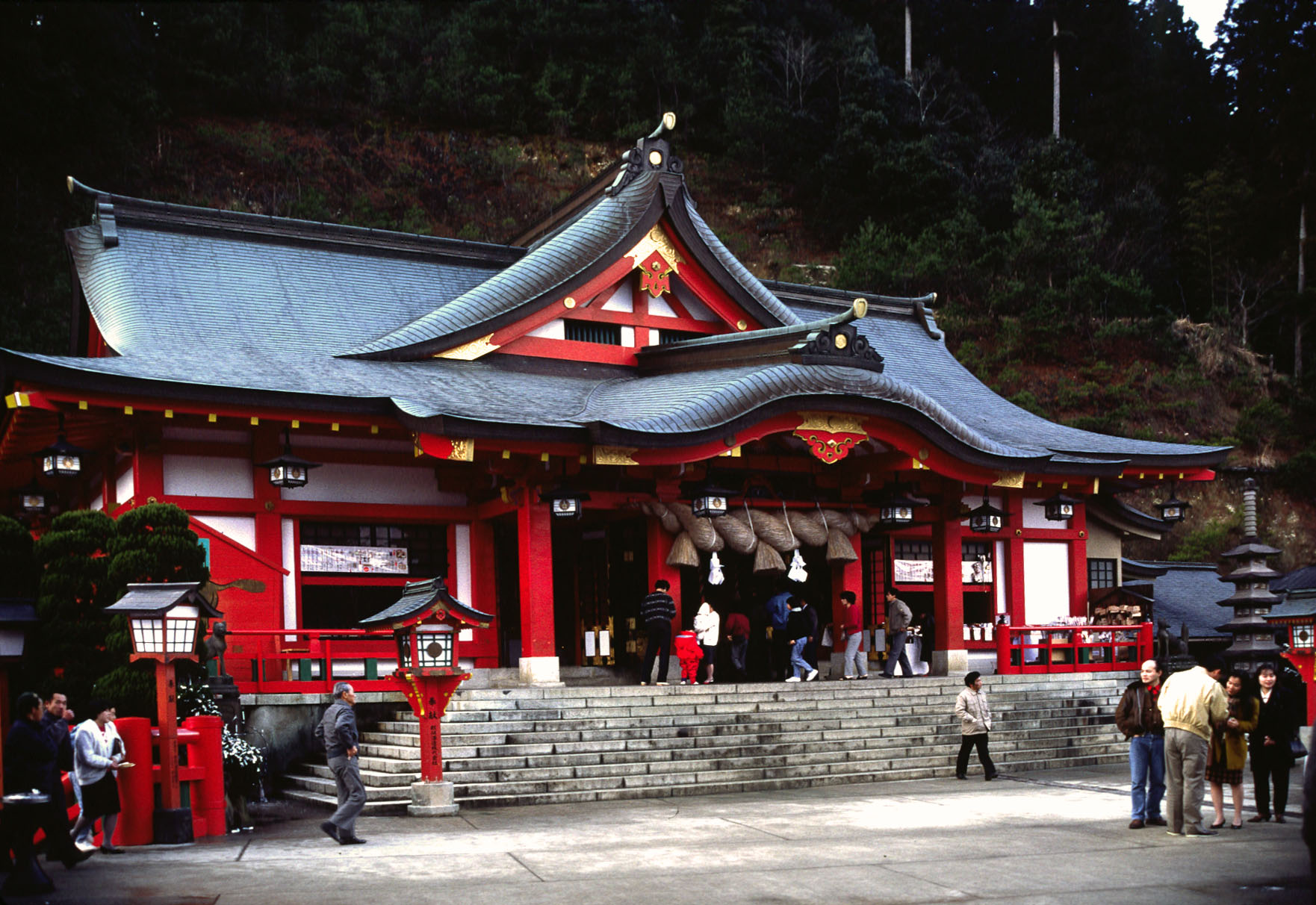
Taikodani-Inari-Schrein in Tsuwano
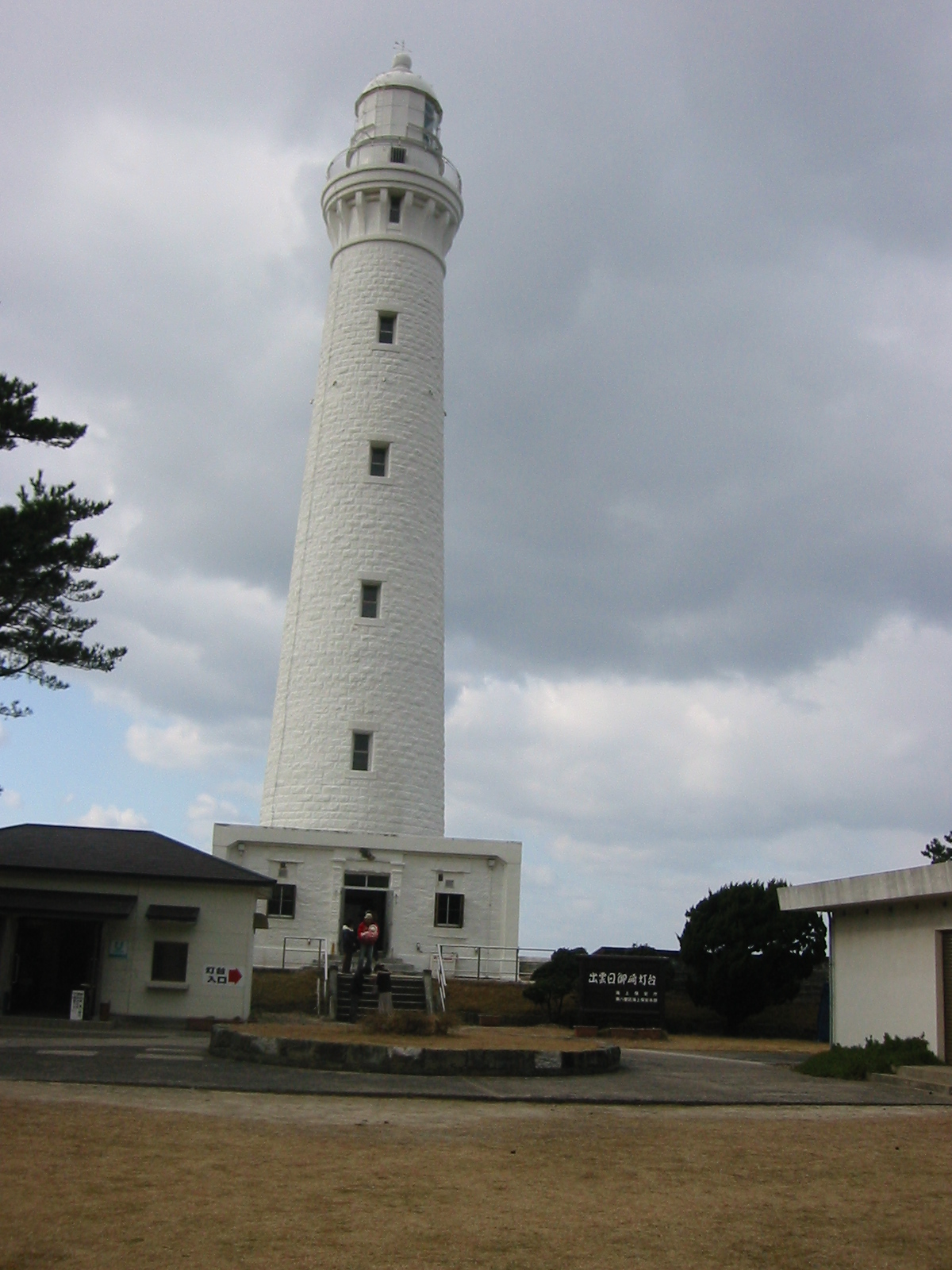
Hinomisaki-Leuchtturm
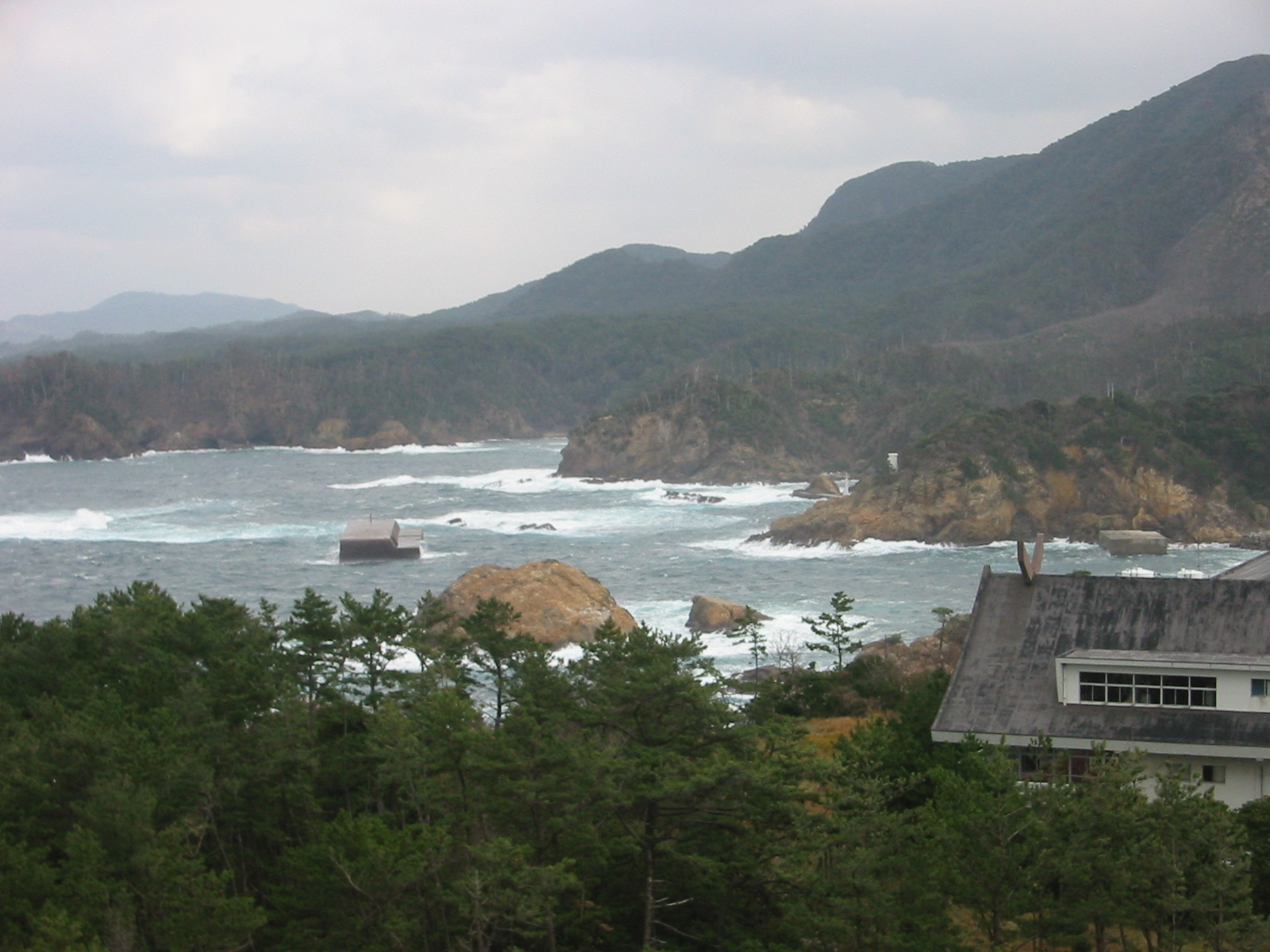
Aussicht vom Hinomisaki-Leuchtturm
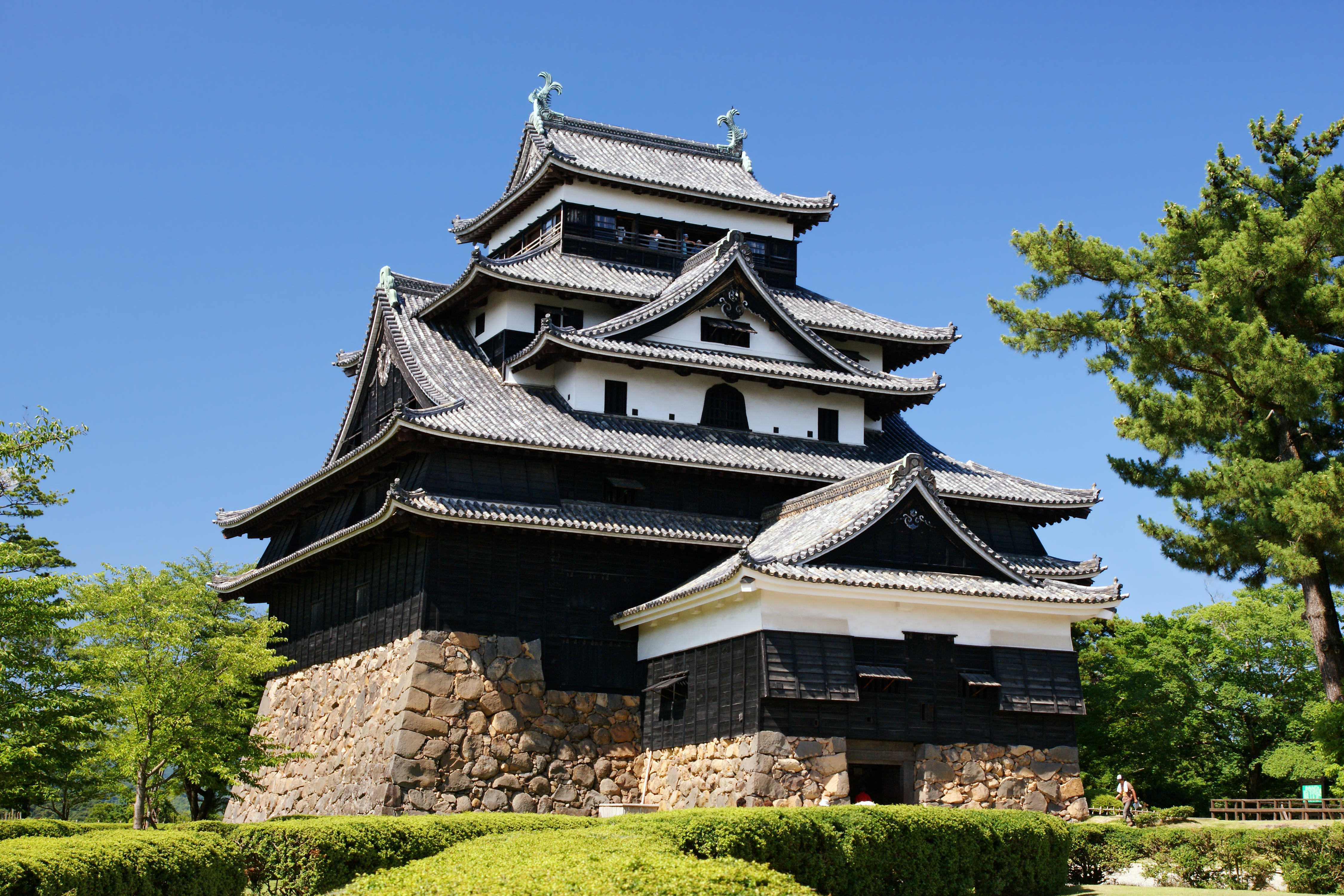
Bergfried der Burg Matsue

## Verwaltungsgliederung
Bei Errichtung der Präfekturen während der Meiji-Restauration im Jahr 1889 wurde Shimane aus der kreisfreien Stadt Matsue, 8 kreisangehörigen Kleinstädten sowie 269 Dörfern (in 16 Landkreisen) gebildet. Durch Eingliederungen und Fusionen sank die Zahl der Gemeinden bis 2011 auf 19 Gemeinden (1950: 247 — 1954: 158 — 1956: 75 — 1970: 1959).
Die Präfektur gliedert sich in 8 kreisfreie Städte (Shi), 10 kreisangehörige Kleinstädte (Chō) und ein Dorf (Son), letztere organisiert in 5 Landkreisen (Gun). Matsue, Sitz der Präfekturverwaltung ist seit April 2018 auch eine „Kernstadt“ (chūkakushi).

In nachfolgender Tabelle sind die Landkreise (郡) kursiv dargestellt, darunter jeweils (eingerückt) die Kleinstädte (町) sowie das Dorf (村) innerhalb selbiger. Eine Abhängigkeit zwischen Landkreis und Kleinstadt ist auch an den ersten drei Stellen des Codes (1. Spalte) ersichtlich. Am Anfang der Tabelle stehen die 4 kreisfreien Städte.

| Code                                            | Name                                            | Name       | Fläche (in km²) | Bevölkerung | Bevölkerung | Bevölkerungs- dichte (Ew./km²) |
| Code                                            | Rōmaji                                          | Kanji      | 01.10.20171     | 01.10.20183 | 01.10.20152 | Bevölkerungs- dichte (Ew./km²) |
| ----------------------------------------------- | ----------------------------------------------- | ---------- | --------------- | ----------- | ----------- | ------------------------------ |
| 32201                                           | Matsue-shi                                      | 松江市     | 572,99          | 204.428     | 206.230     | 359,92                         |
| 32202                                           | Hamada-shi                                      | 浜田市     | 690,68          | 55.772      | 58.105      | 84,13                          |
| 32203                                           | Izumo-shi                                       | 出雲市     | 624,36          | 172.947     | 171.938     | 275,38                         |
| 32204                                           | Masuda-shi                                      | 益田市     | 733,19          | 45.911      | 47.718      | 65,08                          |
| 32205                                           | Ōda-shi                                         | 大田市     | 435,71          | 33.417      | 35.166      | 80,71                          |
| 32206                                           | Yasugi-shi                                      | 安来市     | 420,93          | 38.032      | 39.528      | 93,91                          |
| 32207                                           | Gōtsu-shi                                       | 江津市     | 268,24          | 23.582      | 24.468      | 91,22                          |
| 32209                                           | Unnan-shi                                       | 雲南市     | 553,18          | 37.012      | 39.032      | 70,56                          |
| 32340                                           | Nita-gun                                        | 仁多郡     | 368,01          | 12.175      | 13.063      | 35,5                           |
| 32343                                           | Okuizumo-chō                                    | 奥出雲町   | 368,01          | 12.175      | 13.063      | 35,5                           |
| 32380                                           | Iishi-gun                                       | 飯石郡     | 242,88          | 4772        | 5031        | 20,71                          |
| 32386                                           | Iinan-chō                                       | 飯南町     | 242,88          | 4772        | 5031        | 20,71                          |
| 32440                                           | Ōchi-gun                                        | 邑智郡     | 808,63          | 18.286      | 19.443      | 24,04                          |
| 32441                                           | Kawamoto-machi                                  | 川本町     | 106,43          | 3183        | 3442        | 32,34                          |
| 32448                                           | Misato-chō                                      | 美郷町     | 282,92          | 4534        | 4900        | 17,32                          |
| 32449                                           | Ōnan-chō                                        | 邑南町     | 419,29          | 10.569      | 11.101      | 26,48                          |
| 32500                                           | Kanoashi-.gun                                   | 鹿足郡     | 643,54          | 13.343      | 14.027      | 21,8                           |
| 32501                                           | Tsuwano-chō                                     | 津和野町   | 307,03          | 7197        | 7653        | 24,93                          |
| 32505                                           | Yoshika-chō                                     | 吉賀町     | 336,50          | 6146        | 6374        | 18,94                          |
| 32520                                           | Oki-gun                                         | 隠岐郡     | 345,92          | 19.949      | 20.603      | 59,56                          |
| 32525                                           | Ama-chō                                         | 海士町     | 33,44           | 2296        | 2353        | 70,36                          |
| 32526                                           | Nishinoshima-chō                                | 西ノ島町   | 55,96           | 2886        | 3027        | 54,09                          |
| 32527                                           | Chibu-mura                                      | 知夫村     | 13,70           | 658         | 615         | 44,89                          |
| 32528                                           | Okinoshima-chō                                  | 隠岐の島町 | 242,82          | 14.109      | 14.608      | 60,16                          |
|                                                 |                                                 |            |                 |             |             |                                |
| Shi-bu (All shi, Anteil der kreisfreien Städte) | Shi-bu (All shi, Anteil der kreisfreien Städte) | 市部       | 4299,28         | 611.101     | 622.185     | 144,72                         |
| Gun-bu (All gun, Anteil der Landkreise)         | Gun-bu (All gun, Anteil der Landkreise)         | 郡部       | 2408,98         | 68.525      | 72.167      | 29,96                          |
| 32000                                           | Shimane-ken (Präfektur Shimane)                 | 島根県     | 6708,26         | 679.626     | 694.352     | 103,51                         |

## Größte Orte
| Census-Jahr | Einwohner | Einwohner | Einwohner | Einwohner |
| Census-Jahr | 2015      | 2010      | 2005      | 2000      |
| ----------- | --------- | --------- | --------- | --------- |
| Matsue      | 206.230   | 194.258   | 196.603   | 152.616   |
| Izumo       | 171.938   | 143.796   | 146.307   | 87.330    |
| Hamada      | 58.105    | 61.713    | 63.046    | 47.187    |
| Masuda      | 47.718    | 50.015    | 52.368    | 50.128    |
| Yasugi      | 39.528    | 41.836    | 43.839    | 30.520    |
| Unnan       | 39.032    | 41.917    | 44.403    | ——        |
| Oda         | 35.166    | 37.996    | 40.703    | 33.609    |
| Gotsu       | 24.468    | 25.697    | 27.774    | 25.773    |
| Hirata      | ——        | ——        | ——        | 29.006    |

1. November 2004 – Die kreisfreie Stadt Unnan wird aus 6 Gemeinden gebildet.

22. März 2005 – Die Stadt Hirata wird in die Stadt Izumo eingegliedert.

## Bevölkerungsentwicklung der Präfektur
| Census- Jahr | Gesamt- Bevölkerung | männliche Bevölkerung | weibliche Bevölkerung | Geschlechter- verhältnis Männer auf 1000 Frauen | Fläche in km2 | Bevölkerungs- dichte Einw. je km2 |
| ------------ | ------------------- | --------------------- | --------------------- | ----------------------------------------------- | ------------- | --------------------------------- |
| 1920         | 714.712             | 354.959               | 359.753               | 987                                             | 6618,04       | 108,0                             |
| 1925         | 722.402             | 359.987               | 362.415               | 993                                             | 6618,04       | 109,2                             |
| 1930         | 739.507             | 368.888               | 370.619               | 995                                             | 6618,04       | 111,7                             |
| 1935         | 747.119             | 373.292               | 373.827               | 999                                             | 6624,60       | 112,8                             |
| 1940         | 740.940             | 367.855               | 373.085               | 986                                             | 6624,60       | 111,8                             |
| 1945         | 860.275             | 395.360               | 464.915               | 850                                             | 6624,60       | 129,9                             |
| 1950         | 912.551             | 444.355               | 468.196               | 949                                             | 6626,29       | 137,7                             |
| 1955         | 929.066             | 456.730               | 472.336               | 967                                             | 6625,27       | 140,2                             |
| 1960         | 888.886             | 432.481               | 456.405               | 948                                             | 6625,26       | 134,2                             |
| 1965         | 821.620             | 393.670               | 427.950               | 920                                             | 6625,95       | 124,0                             |
| 1970         | 773.575             | 367.658               | 405.917               | 906                                             | 6626,12       | 116,7                             |
| 1975         | 768.886             | 367.060               | 401.826               | 913                                             | 6626,80       | 116,0                             |
| 1980         | 784.795             | 377.499               | 407.296               | 927                                             | 6627,41       | 118,4                             |
| 1985         | 794.629             | 382.893               | 411.736               | 930                                             | 6628,42       | 119,9                             |
| 1990         | 781.021             | 373.618               | 407.403               | 917                                             | 6626,24       | 117,9                             |
| 1995         | 771.441             | 368.789               | 402.652               | 916                                             | 6706,70       | 115,0                             |
| 2000         | 761.503             | 363.994               | 397.509               | 916                                             | 6707,29       | 113,5                             |
| 2005         | 742.223             | 353.703               | 388.520               | 910                                             | 6707,56       | 110,7                             |
| 2010         | 717.397             | 342.991               | 374.406               | 916                                             | 6707,95       | 106,9                             |
| 2015         | 694.352             | 333.112               | 361.240               | 922                                             | 6708,24       | 103,5                             |